# Лига чемпионов ОФК среди женщин
Лига чемпионов ОФК среди женщин (англ. OFC Women's Champions League) — ежегодный международный турнир по футболу среди женских клубов Океании, основанный в 2023 году. Проводится Конфедерацией футбола Океании (ОФК).

## История и формат

### Первый розыгрыш
Первый розыгрыш женской Лиги чемпионов ОФК был запланирован на март 2023 года, однако был перенесён и прошёл с 1 по 10 июня в Порт-Морсби.
Предполагалось, что в дебютной Лиге чемпионов примут участие победители женских чемпионатов шести ассоциаций, входящих в ОФК, однако ввиду финансовых и логистических причин новозеландский «Истерн Сабэрбс» отказался от участия в турнире.
Пять клубов разыграли первый трофей женской океанской Лиги чемпионов по однокруговой системе — каждая команда-участница сыграла со своими соперниками по одному матчу. Победив во всех четырёх поединках, чемпионство завоевали футболистки новокаледонской «Академии».

### Последующие розыгрыши
2-й и 3-й розыгрыши женской Лиги чемпионов ОФК прошли по иному формату: 8 команд (в 2025 году — 7 из-за отказа в последний момент «Пенама Тайгерс» из Вануату) были разделены на две группы; клубы, занявшие первые два места в своих группах, выходили в плей-офф, где выявляли победителя по олимпийской системе. В финалах обоих этих сезонов новозеландский «Окленд Юнайтед» с минимальным счётом одерживал верх над «Хекари Юнайтед» из Папуа — Новой Гвинеи.

## Результаты
| Сезон | Место проведения     | Победитель     | Счёт                                   | Финалист                               |
| ----- | -------------------- | -------------- | -------------------------------------- | -------------------------------------- |
| 2023  | Папуа — Новая Гвинея | Академия       | Круговая система (финал не проводился) | Круговая система (финал не проводился) |
| 2024  | Соломоновы Острова   | Окленд Юнайтед | 1:0                                    | Хекари Юнайтед                         |
| 2025  | Таити                | Окленд Юнайтед | 1:0                                    | Хекари Юнайтед                         |